# A.S. – Gefahr ist sein Geschäft
A.S.– Gefahr ist sein Geschäft (ab 1998: Steins Fälle) ist eine Krimiserie des Privatsenders Sat.1 mit Klaus J. Behrendt als Privatdetektiv Alexander Stein in der Hauptrolle, die von 1995 bis 1998 erstausgestrahlt wurde. Die Folgen hatten eine Länge von 60 Minuten. Die letzten fünf Folgen liefen unter dem Titel Steins Fälle.

## Inhalt
Der Berliner Privatdetektiv Alexander Stein arbeitet für seinen Freund Krüger, der Kommissar bei der Polizei ist, indem er für ihn inkognito ermittelt und ihn mit wichtigen Informationen versorgt. Das Callgirl Sonja Hersfeld, ebenfalls gut mit Stein befreundet, unterstützt ihn bei seinen Recherchen und Ermittlungen. Wenn sie nicht gerade an einem Fall arbeiten, sitzen sie gemeinsam in Anna Capellis Kneipe Capriccio, das Stein aus Kostengründen gleichzeitig als „Büro“ benutzt.

## Hintergrund
Autor und Produzent Karl Heinz Willschrei orientierte sich bei dieser Serie an den Matthew-Scudder-Romanen von Lawrence Block.

## Episodenliste
| Nr. | Episodentitel                           | Jahr |
| --- | --------------------------------------- | ---- |
| 1   | Der kleine Bruder                       | 1995 |
| 2   | Ich bereue nichts                       | 1995 |
| 3   | Der Russe                               | 1995 |
| 4   | Hungrige Augen                          | 1995 |
| 5   | Die Jacke                               | 1995 |
| 6   | Das Schlitzohr                          | 1995 |
| 7   | Die Diva                                | 1995 |
| 8   | Affäre Cicero                           | 1995 |
| 9   | Rosen und Tod                           | 1995 |
| 10  | Kidnapping                              | 1995 |
| 11  | Verschollen                             | 1995 |
| 12  | Schande                                 | 1995 |
| 13  | Über Tote soll man nicht schlecht reden | 1995 |
| 14  | Der Schein trügt                        | 1995 |
| 15  | Der Test                                | 1995 |
| 16  | Schatten der Vergangenheit              | 1995 |
| 17  | Ein rabenschwarzer Tag                  | 1995 |
| 18  | Bitte töte ihn                          | 1995 |
| 19  | Der böse Bruder                         | 1995 |
| 20  | Auf eigene Faust                        | 1995 |
| 21  | Liebe macht blind                       | 1995 |
| 22  | Ich bin unschuldig                      | 1995 |
| 23  | Umarmung mit dem Tod                    | 1997 |
| 24  | Der Serienkiller – Klinge des Todes     | 1997 |
| 25  | Mord ist kein Zufall                    | 1998 |
| 26  | Unter der Gürtellinie                   | 1998 |
| 27  | Letzter Bluff                           | 1998 |
| 28  | Daniela                                 | 1998 |
| 29  | Das Tier                                | 1998 |